# Vermelho de parametila
Vermelho de parametila ou vermelho de parametilo (quimicamente p-(p-dimetilaminofenilazo)-benzoato de sódio ou sal de sódio do ácido p-(p-dimetil aminofenilazo)-benzóico), pMR (do inglês para-methyl red) é um composto orgânico, um corante que é utilizado como indicador de pH com intervalo de viragem em pH 1,0 a 3,0, quando vira de vermelho para a amarelo.
Normalmente é formulado dissolvido em etanol puro.